# توني مينيزيس
توني مينيزيس (24 نوفمبر 1974 بميسيساغا في كندا - ) هو لاعب كرة قدم كندي في مركز الدفاع. شارك مع منتخب كندا لكرة القدم. أما مع النوادي، فقد لعب مع بوتافوغو ريغاتاس وجيجيانغ غرينتاون ونادي أمريكا ونادي سي آر بي وToronto Lynx ‏ وDongguan Dongcheng F.C. ‏ وMahindra United FC ‏ وCanoas Sport Club ‏ وNanjing Yoyo F.C. ‏ وPorto Alegre Futebol Clube ‏ ونادي بانغو أتلتيكو.

## وصلات خارجية
- توني مينيزيس على موقع الاتحاد الدولي (مؤرشف)  (الإنجليزية)
- توني مينيزيس على موقع قاعدة بيانات كرة القدم.إي يو (الإنجليزية)
- توني مينيزيس على موقع ناشيونال فوتبول تيمز (الإنجليزية)
- توني مينيزيس على موقع عالم كرة القدم.نت (الإنجليزية)